# راک جنوبی

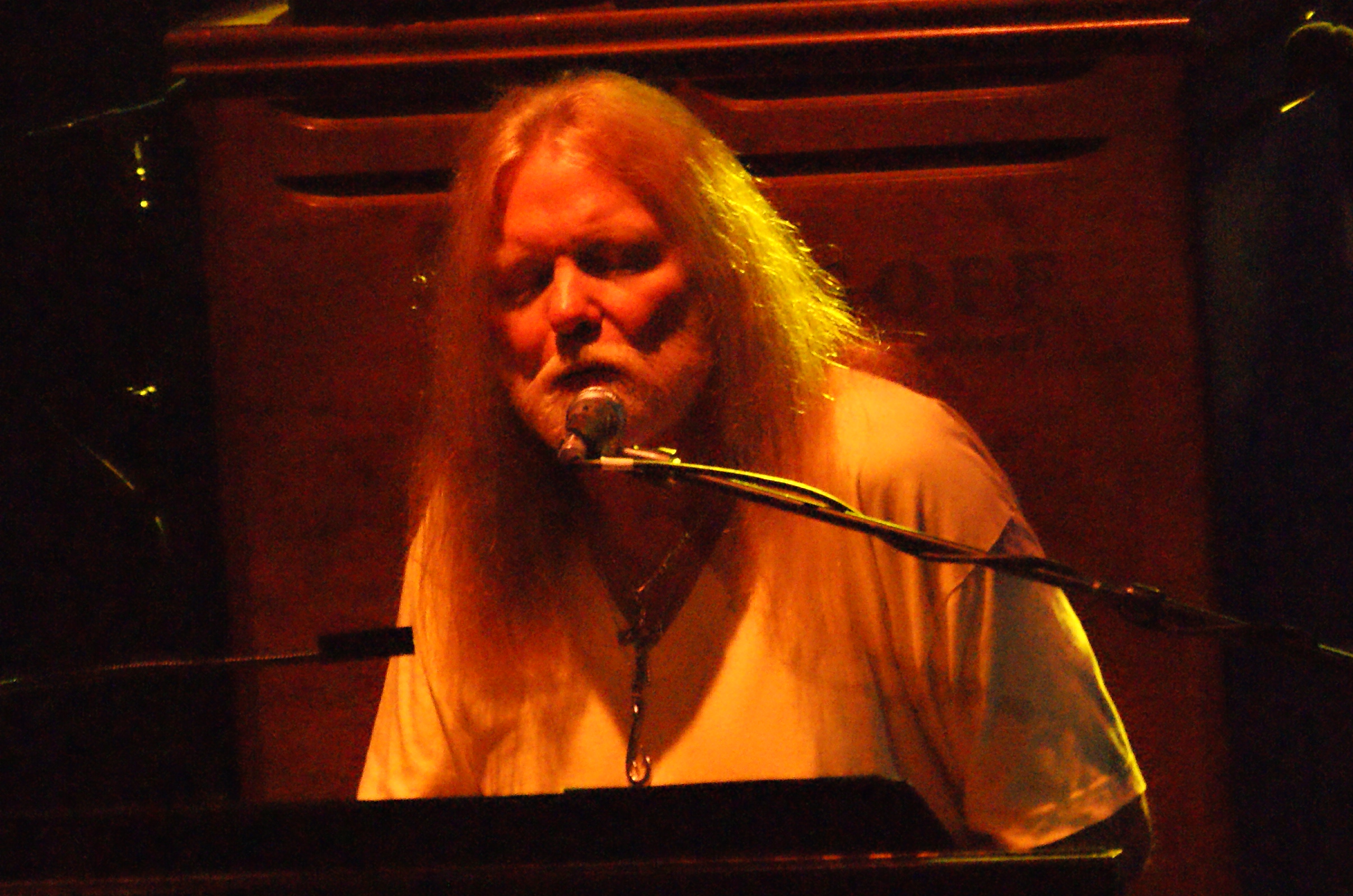
گرگ آلمن یکی از خوانندگان راک جنوبی

راک جنوبی یا ساثرن راک (به انگلیسی: Southern rock) نام زیر شاخه‌ای از موسیقی راک و موسیقی امریکانا است. این سبک در ایالت‌های جنوبی آمریکا از تلفیق سبک‌های راک اند رول، بلوز و کانتری گسترده شد اگرچه که مکان و تاریخ دقیق آغاز آن مشخص نیست. در موسیقی این سبک تمرکز اصلی بر اجرای گیتار الکتریک و خواننده است.

## پیشینه
بدون شک ایالت‌های جنوبی آمریکا در دهه ۵۰ یکی از تأثیرگذارترین نقاط زمین بر روی بسط و گسترش موسیقی راک است، حضور هنرمندان برجسته‌ای چون الویس پریسلی، جری لی لوئیس، بو دایدلی و لیتل ریچارد که همگی از جنوب آمریکا ظهور کرده‌اند نشانگر همین ادعاست.
همانطور که گفته شد مکان مشخصی را برای آغاز این سبک نمی‌توان عنوان کرد اما بدون شک در دهه ۵۰ هنرمندان سبک راک اند رول، سایکدالیک راک و بلوز اهل جنوب آمریکا با بازگشت به ریشه‌های سنتی موسیقی خود نقش به سزایی را در پرورش و گسترش آن ایفا کرده‌اند.
دهه‌های ۶۰ و ۷۰ میلادی بدون شک زمانی است که راک جنوبی به اوج شکوفایی و محبوبیت خود دست یافته‌است که البته ظهور گروهی چون د المن برادرز بند در همین دوران کمک بسیاری به این شکوفایی کرده‌است. در طول این دو دهه راک جنوبی از سبک‌های متفاوت موسیقی همچون جز، کلاسیک، فولک، کانتری و حتی هارد راک و هوی متال تأثیر پذیرفته‌است. در اوایل دههٔ ۷۰ بود که با ظهور گروه‌هایی همچون زی‌زی تاپ، آوت لاوث، تاندرهد، اوزراک مانتین و مولی هچت نقش هارد راک و هوی متال در این سبک نمایان شد. ریتم‌های بوگی تقویت شدند و سرعت نوازندگی گیتار ملودی افزایش یافت.
دههٔ ۸۰ دیگر راک جنوبی محدود به جنوب آمریکا نیست بلکه بسیار فراتر از مرزهای آن پیش رفته است تا حدی که گروه استرالیایی راک ای‌سی/دی‌سی را تحت تأثیر خود قرار داده بود. اگرچه که در اوایل این دهه پس از مرگ چندین هنرمند و تهیه‌کننده مطرح این سبک بعضی از گروه‌های این سبک به سمت آرنا راک کشیده شدند و از راک جنوبی دور شدند. ظهور پدیده‌هایی همچون ام‌تی‌وی، گلَم متال و موسیقی موج نو نیز به افول راک جنوبی دامن زد تا بدان حد که گروه‌هایی که در دام آرنا راک نیافتاده بودند و همچنان پایبند به راک جنوبی بودند مجبور به عقب نشینی و اجرا در حد محلی شدند. در اواسط دههٔ ۸۰ گروه‌هایی چون بتر دن ازرا، دایواین ان کرایین، کاوبوی ماوث، داش ریپ راک و کنتاکی هدهانترز ظهور کردند که توانستند به محبوبیت نسبی در جنوب شرقی ایالات متحده دست یابند.
در دهه ۹۰، شاهد تحت تأثیر قرار گرفتن بعضی گروه‌های متال از راک جنوبی هستیم، چنان که گروه‌هایی چون آی‌هیت‌گاد، اسیدبث، سویلنت گرین و داون در تولید آثار خود ترکیبی از موسیقی هوی متال بلک سبث، هاردکور پانک و راک جنوبی را بکار بردند و بدین صورت سبک اسلاج متال پدید آمد. نکته قابل توجه این است که اکثر گروه‌های مطرح در این سبک از ایالت‌های جنوبی آمریکا هستند.
امروزه نیز همچنان راک جنوبی به حیات خود با حضور گروه‌های قدیمی و نو ادامه می‌دهد و همچنان طرفداران مخصوص به خود را دارد. شاید بتوان با وجود ریتمهای هیجان انگیز و ملودی‌های سریع راک جنوبی از ادامه کار این سبک در آینده نیز مطمئن بود.